# Матов Олександр Якович
Олександр Якович Матов (16 травня 1937, Київ — 9 вересня 2022, Київ) — український науковець у галузі інформатизації, військовий та державний діяч, педагог. Доктор технічних наук (1980), професор (1981), полковник запасу. Заслужений діяч науки і техніки України (1994). Дослідник широкого кола наукових питань у галузі інформатики та військової кібернетики. Автор понад 300 наукових робіт, зокрема великої кількості авторських свідоцтв на винаходи.
Реформатор структури Київського вищого інженерного радіотехнічного училища протиповітряної оборони, засновник та багаторічний завідувач кафедри автоматизації управління військами (1981—1992). Після реорганізації училища обіймав різні посади, пов'язані з інформатикою, зокрема завідувача відділу проблемно-орієнтованих інформаційних систем Інституту проблем реєстрації інформації НАН України (2003—2022).

## Життєпис
Народився 16 травня 1937-го року у Києві.
У 1959-му році закінчив Київське вище інженерне радіотехнічне училище протиповітряної оборони (КВІРТУ). Тоді ж направлений на роботу до Московського округу ППО.
З 1961-го року — старший інженер науково-дослідної лабораторії КВІРТУ. Через два роки розпочав педагогічну діяльність в училищі.
Наприкінці 1970-х років призначений заступником начальника заснованої ним кафедри автоматизації управління військами, у 1981-му році сам її очолив. Під керівництвом Олександра Матова кафедра стала однією з найкращих в училищі та серед усіх військ ППО СРСР.
У 1980-му році захистив дисертацію та здобув науковий ступінь доктора технічних наук, через рік затверджений у вченому званні професора.
У 1992-му році училище було ліквідовано та реорганізовано у Київський військовий інститут управління і зв'язку, у складі якого Олександр Матов обійняв посаду заступника начальника з наукової роботи, очолив спеціалізовану вчену раду для захисту дисертацій. Тоді ж обраний академіком та керівником відділення спецтехніки, кібернетики та конверсії Академії інженерних наук України.
У 1995-му році, з досягненням граничного для військової служби віку, полковник Матов був звільнений у запас. Тоді ж очолив новостворене Національне агентство з питань інформатизації при Президентові України. Під керівництвом Олександра Матова була розроблена масштабна Національна програма інформатизації України, яку уряд так і не зміг втілити у життя. Через чотири роки Матов був звільнений указом Президента України «у зв'язку з виходом на пенсію», але, як згадувала голова Ради Телекомунікаційної палати України Тетяна Попова, «агентство Матова просто розвалили».
З 1999-го по 2003-й рік — заступник генерального директора з наукової роботи Київського підприємства обчислювальної техніки та інформатики.
У 2003-му році розпочав роботу в Інституті проблем реєстрації інформації НАН України, де обійняв посаду завідувача відділу проблемно-орієнтованих інформаційних систем, пізніше — головного наукового співробітника.

Могила Олександра Матова, Берковецьке кладовище

Автор понад 300 наукових робіт, зокрема великої кількості авторських свідоцтв на винаходи. Дослідник широкого кола наукових питань у галузі інформатики та військової кібернетики. Науковий керівник понад 30-ти кандидатів та докторів наук. Член керівних органів Асоціації КВІРТУ ППО, член редакційних колегій часописів «Реєстрація, зберігання і обробка даних» та «Інформаційні технології та спеціальна безпека».
Помер на 86-му році життя 9 вересня 2022-го року. Похований на Берковецькому кладовищі, біля центрального входу (50°29′18.10″ пн. ш. 30°23′40.90″ сх. д. / 50.4883611° пн. ш. 30.3946944° сх. д.).

## Науковий доробок (частковий)
- «Методы построения фототелеграфной аппаратуры отображения информации цифровых вычислительных машин» [Текст] / А. Я. Матов, В. Г. Коряков. — Киев: [б. и.], 1969. — 39 с. : черт.; 20 см.
- «Принципы повышения реальной пропускной способности каналов связи» [Текст]: Учебное пособие по курсу «Основы передачи, обработки и отображения информации» / А. Я. Матов, А. С. Окладников ; Киев. высш. инж. радиотехн. училище противовоздуш. обороны. — Киев: [б. и.], 1970. — 100 с. : ил.; 21 см.
- «Основные положения теории передачи информации» [Текст]: Учеб. пособие по курсу «Основы обработки и передачи информации» / Б. М. Егоров, А. Я. Матов ; Киевское высш. инж. радиотехн. училище противовоздуш. обороны. Кафедра № 8. — Киев: [б. и.], 1970. — 55 с. : ил.; 22 см.
- «Основы теории передачи сигналов в автоматизированных системах управления» [Текст]: Учеб. пособие. — Киев: КВИРТУ, 1973. — 68 с. : ил.; 21 см.
- «Автоматизация обработки, передачи и отображения радиолокационной информации» / [В. Г. Коряков, А. Я. Матов и др.] ; под общ. ред. В. Г. Корякова. — М. : Советское радио, 1975. — 303 с.
- «Основы построения АСУ». К., 1983
- «Основы обработки и передачи информации». К., 1985
- «Организация вычислительных процессов в АСУ»: учебное пособие / А. Я. Матов, В. Н. Шпилев, А. Д. Комов. — Киев: КВИРТУ ПВО, 1989. — 200 с.
- «Перспективні інформаційні технології та розвиток GRID-систем у високопродуктивних глобально-розподілених обчислювальних інфраструктурах корпоративної співпраці» / О. Я. Матов, І. О. Храмова // Реєстрація, зберігання і обробка даних, 2004.
- «Проблеми користування і математичне моделювання хмарних обчислень для інтегрованої інформаційно-аналітичної системи державного управління» // Реєстрація, зберігання і обробка даних. 2010. Т. 12, № 2
- «Сучасні проблеми інформаційного забезпечення процесів управління тактичної ланки Збройних Сил України» / І. А. Бойко, О. Я. Матов, С. П. Колачов, Ю. П. Недайбіда, О. О. Шугалій // Сучасні інформаційні технології у сфері безпеки та оборони. — 2011. — № 1-2. — С. 113—116.
- «Граничні значення пропускної спроможності каналів розподілених мереж в умовах забезпечення заданої цілісності інформаційних об'єктів» / О. Я. Матов, В. С. Василенко, О. В. Дубчак // Реєстрація, зберігання і обробка даних. — 2011. — Т. 13, № 1. — С. 87-93.
- «Контроль і поновлення цілісності на основі алгоритму нулізації у коді умовних лишків» / О. Я. Матов, В. С. Василенко, М. Ю. Василенко // Реєстрація, зберігання і обробка даних. — 2011. — Т. 13, № 3. — С. 72-80.
- «Криптозахист інформаційних об'єктів шляхом блокових перетворень із позиційної системи числення в систему лишкових класів» / О. Я. Матов, В. С. Василенко, М. Ю. Василенко // Реєстрація, зберігання і обробка даних. — 2012. — Т. 14, № 1. — С. 66-74.
- «Криптозахист інформаційних об'єктів шляхом блокових перетворень із системи лишкових класів у позиційну систему числення» / О. Я. Матов, В. С. Василенко, М. Ю. Василенко // Реєстрація, зберігання і обробка даних. — 2012. — Т. 14, № 3. — С. 99-103.
- «Криптографічна стійкість методів шифрування на основі перетворень з використанням лишкових класів» / О. Я. Матов, В. С. Василенко, М. Ю. Василенко // Реєстрація, зберігання і обробка даних. — 2012. — Т. 14, № 4. — С. 81-87.
- «Захист цілісності інформації при застосуванні коду „зважених груп“» / О. Я. Матов, В. С. Василенко, М. Ю. Василенко // Реєстрація, зберігання і обробка даних. — 2013. — Т. 15, № 3. — С. 49-60.
- «Циклічність операцій контролю за довільним модулем» / О. Я. Матов, В. С. Василенко, М. Ю. Василенко // Реєстрація, зберігання і обробка даних. — 2013. — Т. 15, № 2. — С. 82-89.
- «Криптографічні перетворення з використанням хеш-функцій» / О. Я. Матов, В. С. Василенко // Реєстрація, зберігання і обробка даних. — 2014. — Т. 16, № 3. — С. 61-66.
- «Хеш-функції та цілісність інформаційних об'єктів» / О. Я. Матов, В. С. Василенко // Реєстрація, зберігання і обробка даних. — 2014. — Т. 16, № 4. — С. 12-17.
- «Алгоритми кодування інформаційних об'єктів у коді умовних лишків» / О. Я. Матов, B. C. Василенко // Реєстрація, зберігання і обробка даних. — 2015. — Т. 17, № 1. — С. 99-107.
- «Стійкість контрольних ознак коду умовних лишків в умовах загроз цілісності інформаційних об'єктів» / О. Я. Матов, В. С. Василенко // Реєстрація, зберігання і обробка даних. — 2015. — Т. 17, № 2. — С. 53-60.
- «Процедура нулізації при контролі та поновленні цілісності інформаційних об'єктів у коді умовних лишків» / О. Я. Матов, В. С. Василенко // Реєстрація, зберігання і обробка даних. — 2015. — Т. 17, № 3. — С. 65-74.
- «Захист інформаційних об'єктів від навмисних колізій контрольних ознак у завадостійких кодах» / О. Я. Матов, B. C. Василенко // Реєстрація, зберігання і обробка даних. — 2016. — Т. 18, № 2. — С. 31-39.
- «Методики визначення вихідних даних для оцінки залишкових ризиків при забезпеченні конфіденційності інформаційних об'єктів» / В. С. Василенко, О. Я. Матов // Реєстрація, зберігання і обробка даних. — 2017. — Т. 19, № 4. — С. 45–55.
- «Оптимізація надання послуг обчислювальними ресурсами адаптивної хмарної інфраструктури» / О. Я. Матов // Реєстрація, зберігання і обробка даних. — 2018. — Т. 20, № 3. — С. 83–90.
- «Аналітичні моделі багатопріоритетних хмарних дата-центрів зі змішаною дисципліною надання послуг з урахуванням особливостей функціонування та можливих відмов» / О. Я. Матов // Реєстрація, зберігання і обробка даних. — 2019. — Т. 21, № 1. — С. 32–45.
- «Методи і аналітичні умови адаптації надання ресурсів користувачам хмарних обчислень» / О. Я. Матов // Реєстрація, зберігання і обробка даних. — 2020. — Т. 22, № 4. — С. 32-46.
- «Туманні обчислення та їхнє математичне моделювання» / О. Я. Матов // Реєстрація, зберігання і обробка даних. — 2021. — Т. 23, № 3. — С. 22–43.

### Авторські свідоцтва на винаходи (у співавторстві)
- 1982 — «Многоканальное устройство для приоритетного управления»
- 1982 — «Устройство для приоритетного управления»
- 1982 — «Устройство для моделирования систем массового обслуживания»
- 1982 — «Устройство для управления прерыванием программ»
- 1983 — «Устройство для приоритетного управления»
- 1983 — «Устройство для фиксации сбоев»
- 1983 — «Устройство приоритета»
- 1984 — «Устройство для распределения задач между процессорами»
- 1985 — «Устройство для сжатия двоичных векторов»
- 1986 — «Устройство распределения заданий процессорам»
- 1986 — «Устройство для приоритетного подключения источников информации к общей магистрали»
- 1987 — «Устройство для моделирования систем массового обслуживания»
- 1988 — «Устройство для формирования потока импульсов, описываемого распределением Эрланга второго порядка»
- 1988 — «Устройство для классификации сигналов»
- 1991 — «Устройство для прерывания резервированной вычислительной системы»

## Нагороди
- 1994 — заслужений діяч науки і техніки України
- орден Червоної Зірки
- почесний знак «За відмінні успіхи в галузі вищої освіти СРСР»
- лауреат Форуму суспільного визнання КВІРТУ ППО
- понад 10 медалів та орденів